# ウタイ郡
座標: 北緯14度21分43秒 東経100度40分13秒 / 北緯14.36194度 東経100.67028度
ウタイ郡（ウタイぐん）はタイ、アユタヤ県の郡（アムプー）の一つ。

## 歴史
1763年アユタヤ王朝末期、プラヤー・タークシン（後のタクシン大王）がアユタヤから手勢を引き連れて、ビルマ軍と戦い、この地で勝利した。そのとき朝日が昇るのを見て、この地に「旭日」を意味するウタイの名を与えた。その後、行政区分は細分化され、1907年クウェーン・ウタイ（ウタイ地区）からウタイヤイに名称を変更。その後1915年にウタイ郡と改名した。

## 地理
隣接する郡は北から時計回りに、アユタヤ県ナコーンルワン郡、パーチー郡、サラブリー県ノーンケー郡、アユタヤ県ワンノーイ郡、バーンパイン郡、プラナコーンシーアユッタヤー郡。

## 産業
ローヂャナ・アユタヤ工業団地が立地する。

## 行政区分
郡内には11のタムボンがあり、さらにその下位に107の村（ムーバーン）がある。1つの自治体（テーサバーン）が設置されており、以下のようになっている。
- テーサバーンタムボン・ウタイ

また、郡内には11のタムボンが設置されている。以下は郡内のタムボンの一覧である。
1. タムボン・カーンハーム・・・ตำบลคานหาม
2. タムボン・バーンチャーン・・・ตำบลบ้านช้าง
3. タムボン・サームバンディット・・・ตำบลสามบัณฑิต
4. タムボン・バーンヒープ・・・ตำบลบ้านหีบ
5. タムボン・ノーンマイスン・・・ตำบลหนองไม้ซุง
6. タムボン・ウタイ・・・ตำบลอุทัย
7. タムボン・セーナー・・・ตำบลเสนา
8. タムボン・ノーンナムソム・・・ตำบลหนองน้ำส้ม
9. タムボン・ポーサーウハーン・・・ตำบลโพสาวหาญ
10. タムボン・タヌー・・・ตำบลธนู
11. タムボン・カーウマオ・・・ตำบลข้าวเม่า